# 소 목공
소 목공(召穆公, 생몰년 미상)은 중국 서주(西周) 소(召)의 국군으로 성은 희(姬), 씨는 소(召)이고 이름은 호(虎), 시호는 목(穆)으로 봉국(씨)과 시호를 합쳐 소 목공이라고 한다.
소 유백(召幽伯)의 아들로 어머니는 소강(召姜)이다. 소공 석(召公奭)의 16세 손이다.
기원전 841년에 주 여왕(周厉王)의 난폭한 정치가 빌미가 되어 국인폭동(国人暴动)이 일어났다. 소 목공은 혼란의 와중에 태자 정(靜, 靖이라고도 썼다)을 그의 집에 숨기고 자신의 아들을 태자인 것처럼 속임으로써 태자의 목숨을 구했다.
사마천의 사기에 따르면 주 여왕이 달아나자 주 정공(周定公)과 공동으로 집정하였으며 이를 주소공화(周召共和)라 하였다. 여왕이 죽고 태자가 즉위하면서(주 선왕) 주소공화도 막을 내렸다.
소 목공은 일찍이 7천의 주나라 군사를 거느리고 서쪽으로 회이(淮夷)와 전쟁을 벌였다고 한다.